# Persistence of Time
Persistence of Time ist das fünfte Studioalbum der amerikanischen Thrash-Metal-Band Anthrax. Es erschien im August 1990 via Island Records und erreichte 1991 in den USA Gold-Status für 500.000 verkaufte Einheiten. 1991 wurde es für den Grammy Award for Best Metal Performance nominiert, konnte sich jedoch nicht durchsetzen.

## Wissenswertes
Während der Aufnahmen zerstörte ein Feuer im Proberaum der Band Instrumente und Technik im Wert von rund 100.000 US-Dollar. Die Band wich daraufhin in das A&M Studio in Hollywood, wo sie die Aufnahmen mit Hilfe der Toningenieure Michael Barbiero und Steve Thompson beendeten, die bereits für Guns N’ Roses, Tesla und Metallica gearbeitet hatten.
Das Album enthält mit Got the Time eine Coverversion eines Titels von Joe Jackson. Es wurde als Single ausgekoppelt und erreichte in Großbritannien Platz 16 der Singlecharts. Das Musikvideo zu dem Lied erhielt mehrere Wochen Airplay bei MTV. Im Anschluss an die Veröffentlichung des Albums folgte die Persistence of Time-Tournee, die in Europa mit Iron Maiden als Headliner stattfand.

## Titelliste
1. Time – 6:55
2. Blood – 7:13
3. Keep It in the Family – 7:08
4. In My World – 6:25
5. Gridlock – 5:17
6. Intro to Reality – 3:23
7. Belly of the Beast – 4:47
8. Got the Time – 2:44
9. H8 Red – 5:04
10. One Man Stands – 5:38
11. Discharge – 4:12

## Kritiken
Steve Huey von AllMusic nennt das Album in einem Atemzug mit Among the Living, wenn es darum geht, welches das beste Album der Band ist. Anthrax zeige sich hier von einer ernsthafteren Seite als auf den Vorgängeralben, die Titel richteten sich gegen Hass und Vorurteile, allerdings nie ohne eine Spur Optimismus. Thomas Kupfer vom Rock Hard bezeichnet das Album als „kompakte Scheibe … auf der eigentlich kein einziger Track Ansatz zur Kritik bietet“, moniert allerdings, dass sich keine „absolute[n] Highlights“ auf der Platte befänden. Charles Theel von The Metal Observer nennt das Album das beste der Band, weil einfach alles zusammen passe: Die düstere Atmosphäre bedeute eine Rückbesinnung auf die Frühwerke, die Gitarrenriffs seien genau platziert und alles füge sich wie ein Puzzle zusammen.

## Auszeichnungen für Musikverkäufe
| Land/Region               | Auszeichnungen für Musikverkäufe (Land/Region, Auszeichnung, Verkäufe) | Verkäufe |
| ------------------------- | ---------------------------------------------------------------------- | -------- |
| Vereinigte Staaten (RIAA) | Gold                                                                   | 500.000  |
| Insgesamt                 | 1× Gold ·                                                              | 500.000  |